# Tupua Tamasese Meaʻole
Tupua Tamasese Meaʻole (ur. 3 czerwca 1905, zm. 5 kwietnia 1963) – pierwszy O le Ao o le Malo Samoa Zachodniego (obecnie Samoa) razem z Malietoa Tanumafili II od 1962 do swej śmierci. Jeden z twórców konstytucji niepodległego Samoa.
W 1929 po śmierci ojca odziedziczył tytuł arystokratyczny Tupua Tamasese, zostając jednym z czterech „wielkich wodzów” (tama ʻaiga) Samoa.